# Dušan Uhrin
Dušan Uhrin senior (* 5. Februar 1943 in Nová Ves nad Žitavou) ist ein ehemaliger tschechoslowakischer Fußballspieler- und Trainer. In der Nähe des slowakischen Nitra geboren, ging er als 16-Jähriger nach Prag.

## Spielerkarriere
Als Spieler war er aktiv beim damaligen Zweitligisten Slavia Karlovy Vary (1964/65), sowie den kleineren Prager Vereinen Aritma (1965 bis 1969) und Admira (1959 bis 1964).

## Trainerkarriere
Er begann seine Trainerkarriere 1969 als Jugendtrainer bei Admira Prag, 1974 übernahm er dort die erste Mannschaft. Zur Saison 1976/77 wurde er Trainer bei Sparta Prag, das gerade in die 1. Liga aufgestiegen war, blieb dort allerdings nur wenige Monate. 1977/78 war er beim algerischen Verein CM Belcourt tätig, mit dem er den algerischen Pokal gewann. 1978/79 trainierte er den tschechischen Zweitligisten TJ Kolín. 1980/81 war er Trainer bei Spartak Hradec Králové. Von 1981 bis 1983 war er erneut bei Sparta Prag. Anschließend war er vier Jahre Trainer bei RH Cheb, diese Zeit gehört zur erfolgreichsten des Armeeklubs. 1987/88 trainierte er Bohemians Prag. Danach ging er für eine Saison nach Zypern, um dort die Mannschaft von AEL Limassol zu betreuen.
1989 kehrte er zu RH Cheb zurück und blieb dort anderthalb Jahre, ehe er zum dritten Mal in seiner Laufbahn Sparta Prag übernahm. Bis 1993 holte Uhrin zwei Meistertitel und den tschechoslowakischen Pokal.
1994 wurde er Trainer der Tschechischen Nationalmannschaft, die er bis 1997 betreute. In 48 Spielen holte er 27 Siege und 10 Unentschieden. Sein größter Erfolg war die Silbermedaille bei der Europameisterschaft 1996 in England.
Uhrin ging im Anschluss ins Ausland und trainierte nacheinander Al-Nasr Sports Club Dubai in den Vereinigten Arabischen Emiraten, Maccabi Haifa (1998/99), und von November 1999 bis März 2001 die Kuwaitische Nationalmannschaft.
Zur Saison 2001/02 kehrte er nach Tschechien zurück und übernahm den FK Teplice, wurde wegen Erfolglosigkeit jedoch schon nach dem 13. Spieltag entlassen. Von Juni bis November 2002 trainierte er die Mannschaft des AIK Solna, die er vor dem Abstieg bewahrte. Aufgrund zu großem Stress bat er trotz laufenden Vertrags am Saisonende um dessen Auflösung. Zur Saison 2002/03 ging er ein zweites Mal nach Zypern, diesmal zu APOEL Nikosia, blieb dort allerdings nur einige Monate und beendete dann seine Trainerlaufbahn.
Im Jahr 2006 ließ sich Uhrin zu einem Comeback überreden und wurde Trainer des georgischen Spitzenklubs Dinamo Tiflis. 2007/08 gewann er mit Dinamo die georgische Meisterschaft. Zur Saison 2009/10 übernahm er den slowakischen Meister Slovan Bratislava.

## Privates
Dušan Uhrin ist Besitzer eines Sanatoriums in Františkovy Lázně. Sein Sohn Dušan Uhrin junior ist ebenfalls Fußballtrainer.